# 19-я добровольческая пехотная дивизия СС (2-я латышская)
19-я доброво́льческая пехо́тная диви́зия СС (2-я латы́шская) (нем. 19. Waffen-Grenadier-Division der SS (lettische Nr. 2), латыш. 19. ieroču SS grenadieru divīzija (latviešu Nr. 2)) — тактическое соединение войск СС нацистской Германии. Принимала участие в военных действиях на территории Псковской области и всех пяти битвах на территории Курляндии; после капитуляции солдаты, в основном, сдались в советский плен.

## История

### Латышская бригада
Штабу 2-й моторизованной бригады СС (нем. 2. SS-Infanterie-Brigade (mot)) подчинялись с 1942 года различные соединения северно- и западноевропейских добровольцев из состава войск СС, входившие в группу армий «Север». Тогда же, в 1942, к бригаде были причислены два уже существовавших латышских полицейских батальона (19-й и 21-й). В 1943 году бригада была усилена за счёт ещё одного латышского полицейского батальона (16-й) и переименована в Латышскую добровольческую бригаду. Вместе с 1000 призывниками, все три латышских полицейских батальона сформировали 1-й пехотный полк (нем. SS Freiw. Rgt. 1 (lett.)). Позже из ещё трёх батальонов (18-й, 24-й, 26-й) сформировали 2-й пехотный полк (нем. SS Freiw. Rgt. 2 (lett.)). Ещё позже «Латышскую добровольческую бригаду» переименовали в 2-ю Латышскую добровольческую бригаду.
Бригада участвовала в составе 18-й армии в боях южнее Ленинграда, в Волховской битве, при Ораниенбауме и в боях при отступлении в направлении Пскова/Острова.

### Формирование дивизии

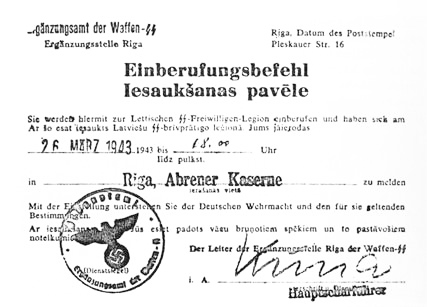
Призывной приказ в Латышский Легион 26.03.1943

В феврале 1944 года вышеназванная бригада была переформирована в 19-ю добровольческую пехотную дивизию СС (2-ю латышскую). Дивизия состояла из трёх пехотных полков, артиллерийского полка и вспомогательных частей. Большинство солдат и офицеров вплоть до командиров полков были латышами.
В соответствии с приказом от 18 мая 1943 года, подразделения легиона, не вошедшие в состав 15-й дивизии войск СС, включались во 2-ю бригаду. Принцип формирования дивизии — принудительный и добровольный. Согласно приведённой по ссылке цитате из книги С. Дробязко и А. Каращука «Восточные добровольцы в Вермахте, полиции и СС», первые призывники в 19-ю дивизию войск СС (тогда ещё Латышская бригада) попали из пополнения марта 1943 года. Как указано в исторических источниках, первый призыв прошёл достаточно быстро, было отобрано порядка 1000 человек. Объявление о показательном мероприятии дачи присяги опубликовано 27-го марта в газете «Tēvija»:
Завтра в 11 часов на Домской площади первые добровольцы дадут торжественное обещание, которое примет начальник бригады СС генерал-майор Хансен. Торжественную церемонию будет передавать и радиофон.
Современные западные и латвийские источники дают информацию — формирование 19-й дивизии войск СС по большей части происходило в результате прямой мобилизации и был так называемый «добровольно-принудительный» призыв, также применяемый немцами в отношении фольксдойче в других частях Европы. И только совершенно небольшое и точно неизвестное число латышей поступило на службу добровольно.
Согласно западным исследованиям, в частности, расследованиям комиссии по расследованию военных преступлений, созданной и существовавшей при Национальном архиве США в 1945—1950 гг., споры могли вестись о добровольном или принудительном участии в национальных легионах любого государства, участвовавшего в военных действиях Второй мировой войны, за исключением соединений войск СС стран Балтии, так как комиссия получила доказательства абсолютного преобладания принудительного характера зачисления в соединения:
Политика комиссии включает рассмотрение вопросов о добровольном или принудительном участии в войсках СС, за исключением прибалтийских подразделений войск СС, поскольку получила доказательства того, что зачисление в эти подразделения происходило в порядке обязательного призыва, что являлось обычным методом гитлеровского режима, и что военнослужащие прибалтийских войск СС большей частью были призваны для войны на Восточном фронте. После весьма тщательного рассмотрения комиссия окончательно определила, что прибалтийские войска СС не представляли собой враждебного движения».

### Гимн дивизии
Поскольку дивизия сформирована в 1944 году, слова гимна этой дивизии связаны с местью за родину.
| Оригинал |  | Перевод |
| 1. Zem mūsu kājām lielceļš balts, Uz Latviju tas ved. Uz Latviju, kur naidnieks baigs Pār laukiem nāvi sēj. Piedziedājums: Mēs soļojam droši un lepni, Un šautenes plecos ir mums, Un senajo varoņu vārdi Nāk līdzi kā mantojums mums. Mēs nāksim drīz, Latvija, gaidi Un nesīsim brīvību Tev, Kas mums dārga. Un mēs ejam un ejam, Un traucam, un steidzam, Par vēlu mēs nedrīkstam būt. 2. Mums viena doma sirdī kvēl: Par tēvu zemi stāt Un nežēlīgam naidniekam Likt visu atmaksāt. Piedziedājums: Mēs šautenēm liksim tad liesmot, Un granātu metējiem kaukt, Bet pašiem mums nāvei būs spītēt Ložu svilpieniem atbalsis saukt. Mēs ticam trīs Latvijas zvaigznēm, Lai ugunīs spožas kļūst tās Mūžu mūžos. Un mēs ejam un ejam, Uz priekšu tik traucam, Par vēlu mēs nedrīkstam būt. 3. Zem mūsu kājām lielceļš balts, Uz Latviju tas ved. Uz Latviju, kur naidnieks baigs Pār laukiem nāvi sēj. |  | 1. У нас под ногами белая дорога, Она ведёт в Латвию, В Латвию, где лютый враг Сеет над полями смерть. Припев: Шагаем мы смело и гордо, И винтовки у нас на плечах, И имена старинных героев С нами, как наше наследие. Мы скоро придём, Латвия, жди И принесём тебе свободу, Которая нам так дорога. И мы идём, и идём, И мчимся, и спешим, Нам нельзя опоздать. 2. Одна мысль жжёт наши сердца: Стоять за родину И заставить безжалостного врага Заплатить за всё. Припев: И тогда разразятся огнём наши винтовки, И взвоют гранатомёты, И мы, наперекор смерти, Будем взывать к свисту пуль. Мы верим в Три Латвийские Звезды. Пусть заблистают они от огня На веки вечные. И мы идём, и идём, И мчимся вперёд. Нам нельзя опоздать. 3. У нас под ногами белая дорога, Она ведёт в Латвию, В Латвию, где лютый враг Сеет над полями смерть. |

## Применение
В феврале — марте 1944 г. 19-я добровольческая пехотная дивизия СС, совместно с 15-й, в составе группы армий «Центр» обороняла участок на рубеже Новый Путь — Пушкинские горы вдоль реки Великая. Согласно свидетельствам боевых сводок, обе латвийские дивизии оказывали ожесточённое сопротивление советским войскам. С марта по июль 1944 года дивизия вела тяжёлые оборонительные бои южнее Пскова, временами совместно со своей дивизией-близнецом 15-й добровольческой пехотной дивизией СС (латышская № 1). Обе дивизии понесли тяжёлые потери.

### Насилие над мирным населением
В марте-апреле 1944 года при занятии позиции юго-восточнее города Остров, на дуге реки Великой, 19-я дивизия дотла сожгла все деревни по фронту протяжённостью 12 километров, а мирное население угнано в тыл Латвии. Таким образом было уничтожено около 2000 домов, показал помощник начальника пехоты 19-й латышской добровольческой пехотной дивизии СС Валерий Кирштейн. Он также свидетельствовал, что при отступлении дивизии от Опочки по приказу её командира генерал-лейтенанта Бруно Штрекенбаха был организован насильственный угон населения по направлению к Либаве. Таким образом силами дивизии было угнано 60 тысяч мирных жителей, в основном женщин и детей, их имущество разграблено, а домашний скот реквизирован военными, корма для скота сожжены. Людям разрешали взять в дорогу только самое необходимое.

### ВКурляндском котле
В последовавшем до октября 1944 года отступлении через восточную часть Латвии дивизия достигла Курляндии, где приняла участие во всех пяти курляндских битвах. После капитуляции в мае 1945 года большая часть дивизии оказалась в советском плену.

## Командиры
- 5 сентября 1943 — 15 марта 1944 — бригадефюрер СС Генрих Шульдт
- 15 марта 1944 — 13 апреля 1944 — штандартенфюрер СС Фридрих-Вильгельм Бок
- 26 мая 1944 — май 1945 — группенфюрер СС Бруно Штреккенбах

## Награждённые Рыцарским крестом Железного креста

### Рыцарский Крест Железного креста (11)
- Бруно Штреккенбах — 27 августа 1944 — бригадефюрер СС и генерал-майор СС, командир 19-й добровольческой пехотной дивизии СС
- Жанис Буткус — 21 сентября 1944 — ваффен-гауптштурмфюрер, командир роты 19-го полевого запасного батальона СС
- Жанис Ансонс — 16 января 1945 — ваффен-гауптшарфюрер, командир взвода 3-й роты 44-го добровольческого пехотного полка СС
- Миервалдис Адамсонс — 25 января 1945 — ваффен-унтерштурмфюрер, командир 6-й роты 44-го добровольческого пехотного полка СС
- Робертс Анцанс — 25 января 1945 — ваффен-унтерштурмфюрер, командир школы ближнего боя 19-й добровольческой пехотной дивизии СС
- Николайс Галдиньш — 25 января 1945 — ваффен-оберштурмбаннфюрер, командир 42-го добровольческого пехотного полка СС «Вольдемарс Вейсс»
- Альфредс Рикстиньш — 5 апреля 1945 — ваффен-унтершарфюрер, командир взвода 1-й роты 19-го ваффен-фузилёрного батальона СС
- Робертс Гайгалс — 5 мая 1945 — ваффен-оберштурмфюрер, командир 6-й роты 42-го добровольческого пехотного полка СС «Вольдемарс Вейсс» (награждение не подтверждено)
- Андрейс Фрейманис — 5 мая 1945 — ваффен-оберштурмфюрер, командир 13-й роты 44-го добровольческого пехотного полка СС
- Вольдемарс Рейнольдс — 11 мая 1945 — ваффен-штурмбаннфюрер, командир 43-го добровольческого пехотного полка СС «Хинрих Шульдт» (награждение не подтверждено)
- Карлис Сенсбергс — 11 мая 1945 — ваффен-унтершарфюрер, командир отделения в тревожном подразделении 19-й добровольческой пехотной дивизии СС (награждение не подтверждено)

### Рыцарский Крест Железного креста с Дубовыми листьями (1)
- Бруно Штреккенбах (№ 701) — 16 января 1945 — группенфюрер СС и генерал-лейтенант войск СС, командир 19-й добровольческой пехотной дивизии СС

## Солдаты дивизии в советском плену

### Правовой статус
Так как латышские солдаты считались советскими гражданами, они были лишены статуса военнопленных. После отбытия срока заключения многие из военнослужащих дивизии вернулись на родину.

## Современные оценки
- В 1992 году в военном музее города Риги была открыта экспозиция, посвящённая штандартенфюреру СС Пленснеру, служившему в дивизии. Именно ему были подчинены латышские нацистские формирования, которые по его приказу летом 1941 года убили в Латвии многие тысячи граждан еврейской национальности, главным образом женщин и детей[8].

## Музыка
- Песня 19-й дивизии  (недоступная ссылка с 25-05-2013 [4435 дней] — история, копия)